# Эшалла
Эшалла́ (фр. Échallat) — коммуна во Франции, находится в регионе Пуату — Шаранта. Департамент — Шаранта. Входит в состав кантона Йерсак. Округ коммуны — Ангулем.
Код INSEE коммуны — 16123.
Коммуна расположена приблизительно в 400 км к юго-западу от Парижа, в 100 км южнее Пуатье, в 18 км к северо-западу от Ангулема.

## Население
| Год  | Численность | Численность |
| ---- | ----------- | ----------- |
| 1968 | 402         | [ 6 ]       |
| 1975 | 400         | [ 6 ]       |
| 1982 | 407         | [ 6 ]       |
| 1990 | 426         | [ 6 ]       |
| 1999 | 423         | [ 6 ]       |
| 2006 | 439         | [ 6 ]       |
| 2011 | 494         | [ 6 ]       |
| 2013 | 498         |             |
| 2015 | 499         | [ 7 ]       |
| 2016 | 503         | [ 8 ]       |
| 2017 | 497         | [ 9 ]       |
| 2018 | 492         | [ 10 ]      |
| 2019 | 488         | [ 11 ]      |
| 2020 | 483         | [ 12 ]      |
| 2021 | 477         | [ 13 ]      |
| 2022 | 481         | [ 3 ]       |

## Администрация
| Период | Период | Фамилия      | Партия                    | Примечания |
| ------ | ------ | ------------ | ------------------------- | ---------- |
| 1995   | 2009   | Джеймс Салле | Союз за народное движение | фармацевт  |
| 2009   |        | Ален Леде    |                           | винодел    |

## Экономика
В 2007 году среди 282 человек в трудоспособном возрасте (15—64 лет) 202 были экономически активными, 80 — неактивными (показатель активности — 71,6 %, в 1999 году было 71,2 %). Из 202 активных работали 185 человек (104 мужчины и 81 женщина), безработных было 17 (5 мужчин и 12 женщин). Среди 80 неактивных 24 человека были учениками или студентами, 34 — пенсионерами, 22 были неактивными по другим причинам.

## Достопримечательности
- Приходская церковь Сен-Морис (XII—XIII века). В XV веке церковь была перестроена и укреплена. Исторический памятник с 1986 года[15]

## Фотогалерея
- Церковь Сен-Морис
- Военный мемориал
- Прачечная